# Svetovno prvenstvo v veslanju 2006
29. svetovno prvenstvo v veslanju se je odvijalo na jezeru Dorney Lake v Etonu, Združeno kraljestvo med 20. in 27. avgustom 2006.

## Moški
| Dogodek:                           | Zlato: | Zlato:  | Srebro: | Srebro: | Bron: | Bron:   |
| ---------------------------------- | --- | ------- | --- | ------- | --- | ------- |
| Enojec - M1x                       | Nova Zelandija Mahe Drysdale | 6:35.40 | Nemčija · Marcel Hacker | 6:35.49 | Češka Ondřej Synek | 6:37.51 |
| Lahki enojec - LM1x                | Združeno kraljestvo Zac Purchase | 6:47.82 | Španija Juan Zunzunegui Guimerans | 6:50.14 | Nova Zelandija Duncan Grant | 6:52.73 |
| Dvojni dvojec - M2x                | Francija · Jean-Baptiste Macquet & Adrien Hardy | 6:07.60 | Slovenija Luka Špik & Iztok Čop | 6:09.79 | Združeno kraljestvo Matthew Wells & Stephen Rowbotham | 6:10.95 |
| Lahki dvojni dvojec - LM2x         | Danska Mads Rasmussen & Rasmus Quist | 6:11.42 | Italija Marcello Miani & Elia Luini | 6:14.90 | Francija · Fabrice Moreau & Frederic Dufour | 6:15.94 |
| Dvojni četverec - M4x              | Poljska Konrad Wasielewski, Marek Kolbowicz, Michał Jeliński & Adam Korol                                                                              | 5:38.99 | Ukrajina Volodimir Pavlovskji, Dmitro Prokopenko, Sergij Bilouščenko & Sergij Grin                                                                                  | 5:40.47 | Estonija Allar Raja, Igor Kuzmin, Tõnu Endrekson & Andrei Jämsa                                                                                            | 5:41.23 |
| Lahki dvojni četverec - LM4x       | Italija Gardino Pellolio, Daniele Gilardoni, Luca Moncada & Daniele Danesin                                                                            | 5:53.83 | Nemčija · Kai Anspach, Martin Rückbrodt, Knud Lange & Christoph Schregel                                                                                            | 5:55.87 | Francija · Bastien Tabourier, Quentin Colard, Maxime Goisset & Remi Di Girolamo                                                                            | 5:57.42 |
| [[Dvojec brez krmarja - M2-        | Avstralija · Drew Ginn & Duncan Free | 6:18.00 | Nova Zelandija Nathan Twaddle & George Bridgewater | 6:19.13 | Kanada · Kevin Light & Malcolm Howard | 6:21.83 |
| Dvojec s krmarjem - M2+            | Srbija in Črna gora · Nikola Stojić, Jovan Popović & Ivan Ninković                                                                                     | 6:51.27 | Italija Francesco Gabriele, Dario Cerasola & Andrea Riva | 6:54.39 | Kanada · James Byrnes, Derek O'Farrell & Brian Price | 6:55.41 |
| Četverec brez krmarja - M4-        | Združeno kraljestvo Steve Williams, Peter Reed, Alex Partridge & Andrew Triggs-Hodge                                                                   | 5:43.75 | Nemčija · Gregor Hauffe, Toni Seifert, Urs Käufer & Philip Adamski                                                                                                  | 5:44.64 | Nizozemska Geert Cirkel, Jan-Willem Gabriels, Matthijs Vellenga & Gijs Vermeulen                                                                           | 5:45.54 |
| Četverec s krmarjem - M4+          | Nemčija · Jan Martin Bröer, Matthias Flach, Philipp Naruhn, Florian Eichner & Martin Saür                                                              | 6:05.77 | Kanada · Max Lang, Chris Aylard, Robert Gibson, Will Crothers & Stephen Cheng                                                                                       | 6:06.47 | Nova Zelandija James Dallinger, Steven Cottle, Paul Gerritsen, Dane Boswell & Daniel Quigley                                                               | 6:07.37 |
| Lahki četverec brez krmarja - LM4- | Ljudska republika Kitajska Zhongming Huang, Chongkui Wu, Lin Zhang & Jun Tian                                                                          | 5:49.43 | Francija · Franck Solforosi, Jeremy Pouge, Jean-Christophe Bette & Fabien Tilliet                                                                                   | 5:51.26 | Irska Gearoid Towey, Eugene Coakley, Richard Archibald & Paul Griffin                                                                                      | 5:51.35 |
| Osmerec - M8+                      | Nemčija · Jörg Dießner, Sebastian Schulte, Stephan Koltzk, Philipp Stüer, Jan Tebrügge, Ulf Siemes, Thorsten Engelmann, Bernd Heidicker & Peter Thiede | 5:21.85 | Italija Lorenzo Carboncini, Niccola Mornati, Luca Agamennoni, Alessio Sartori, Mario Palmisano, Dario Dentale, Pierpaolo Frattini, Carlo Mornati & Gaetano Iannuzzi | 5:23.29 | ZDA · Paul Daniels, Matt Deakin, Steve Coppola Jr, Kenneth Jurkowski, Giuseppe Lanzone, Daniel Walsh, Beau Hoopman, Marcus McElhenney & Christopher Liwski | 5:24.14 |

## Ženske
| Dogodek:                     | Zlato: | Zlato:  | Srebro: | Srebro: | Bron: | Bron:   |
| ---------------------------- | --- | ------- | --- | ------- | --- | ------- |
| Enojec - W1x                 | Belorusija Ekaterina Karsten-Hodotovitč                                                                                                  | 7:11.02 | Češka Mirka Knapkova | 7:15.02 | Švedska Frida Svensson | 7:18.35 |
| Lahki enojec - LW1x          | Nizozemska Marit van Eupen | 7:32.26 | Nemčija · Berit Carow | 7:33.61 | Španija Teresa Mas De Xaxars | 7:34.98 |
| Dvojni dvojec - W2x          | Avstralija · Liz Kell & Brooke Pratley                                                                                                   | 6:47.67 | Nemčija · Britta Oppelt & Susanne Schmidt | 6:47.95 | Nova Zelandija Georgina Evers-Swindell & Caroline Evers-Swindell                                                                      | 6:48.82 |
| Lahki dvojni dvojec - LW2x   | Ljudska republika Kitajska Dongxiang Xu & Shimin Yan                                                                                     | 6:55.12 | Avstralija · Marguerite Houston & Amber Halliday | 6:56.57 | Grčija · Chrysi Biskitzi & Alexandra Tsiavou                                                                                          | 6:57.14 |
| Dvojni četverec - W4x        | Združeno kraljestvo Debbie Flood, Sarah Winckless, Frances Houghton & Katherine Grainger                                                 | 6:12.50 | Avstralija · Catriona Sens, Sonia Mills, Dana Faletic & Sally Kehoe                                                                                      | 6:13.99 | Nemčija · Christiane Huth, Magdalena Schmude, Jeannine Hennicke & Stephanie Schiller                                                  | 6:14.67 |
| Lahki dvojni četverec - LW4x | Ljudska republika Kitajska Hua Yu, Haixia Chen, Xuefei Fan & Jing Liu                                                                    | 6:23.96 | Danska Kirsten Jepsen, Sine Christiansen, Katrin Olsen & Juliane Rasmussen                                                                               | 6:28.16 | Združeno kraljestvo Laura Ralston, Lindsay Dick, Hester Goodsell & Sophie Hosking                                                     | 6:30.02 |
| dDvojec brez krmarja - W2-   | Kanada · Darcy Marquardt & Jane Rumball                                                                                                  | 6:54.68 | Nova Zelandija Juliette Haigh & Nicky Coles | 6:56.72 | Nemčija · Nicole Zimmerman & Elke Hipler                                                                                              | 6:57.11 |
| Četverec brez krmarja - W4-  | Avstralija · Robyn Selby Smith, Jo Lutz, Amber Bradley & Kate Hornsey                                                                    | 6:25.35 | Ljudska republika Kitajska Fei Yu, Meng Li, Tong Li & Xiuhua Luo                                                                                         | 6:26.75 | ZDA · Portia Johnson, Erin Cafaro, Esther Lofgren & Rachel Jeffers                                                                    | 6:28.66 |
| Osmerec - W8+                | ZDA · Brett Sickler, Megan Cooke, Anna Goodale, Lindsay Shoop, Anna Mickelson, Susan Francia, Caroline Lind, Caryn Davies & Mary Whipple | 5:55.50 | Nemčija · Nina Wengert, Johanna Rönfeldt, Christina Gerking, Nadine Schmultzer, Lenka Wech, Maren Derlien, Nicole Zimmerman, Elke Hipler & Annina Ruppel | 5:57.29 | Avstralija · Jo Lutz, Robyn Selby Smith, Amber Bradley, Kate Hornsey, Emily Martin, Sarah Cook, Kim Crow, Sarah Heard & Lizzy Patrick | 6:00.29 |

## Medalje po državi
| Mesto | Država                     | Zlato | Srebro | Bron | Skupaj |
| 1     | Avstralija                 | 3     | 2      | 1    | 6      |
| 2     | Ljudska republika Kitajska | 3     | 1      | 0    | 4      |
| 3     | Združeno kraljestvo        | 3     | 0      | 2    | 5      |
| 4     | Nemčija                    | 2     | 6      | 2    | 10     |
| 5     | Italija                    | 1     | 3      | 0    | 4      |
| 6     | Nova Zelandija             | 1     | 2      | 3    | 6      |
| 7     | Francija                   | 1     | 2      | 2    | 5      |
| 8     | Kanada                     | 1     | 1      | 2    | 4      |
| 9     | Danska                     | 1     | 1      | 0    | 2      |
| 10    | ZDA                        | 1     | 0      | 2    | 3      |
| 11    | Nizozemska                 | 1     | 0      | 1    | 2      |
| 12    | Belorusija                 | 1     | 0      | 0    | 1      |
| 12    | Poljska                    | 1     | 0      | 0    | 1      |
| 12    | Srbija in Črna gora        | 1     | 0      | 0    | 1      |
| 15    | Češka                      | 0     | 1      | 1    | 2      |
| 15    | Španija                    | 0     | 1      | 1    | 2      |
| 17    | Slovenija                  | 0     | 1      | 0    | 1      |
| 18    | Estonija                   | 0     | 0      | 1    | 1      |
| 18    | Grčija                     | 0     | 0      | 1    | 1      |
| 18    | Irska                      | 0     | 0      | 1    | 1      |
| 18    | Švedska                    | 0     | 0      | 1    | 1      |
|       | Skupaj                     | 21    | 21     | 21   | 63     |